# Штраумер, Генрих
Генрих Штраумер (нем. Heinrich Straumer; 7 декабря 1876, Хемниц — 22 ноября 1937, Берлин) — немецкий архитектор.

## Биография
Генрих Штраумер родился в Хемнице, Королевство Саксония, в семье учителя средней школы Фридриха Штраумера. После обучения на профессию каменщика он с 1893 по 1896 год учился в Королевском строительном училище в Хемнице, затем в Дрездене у Пауля Валлота, помощником которого он работал над Дворцом президента Рейхстага (Reichstagspräsidentenpalais) в Берлине. В 1903 году он переехал в Берлин, где им было создано большинство построек. До 1909 года он работал с архитектором Мартином Шрайбером; в 1910—1911 годах с Гансом Германом. Он проектировал жилые здания для высшего и среднего класса, особенно в районах Берлин-Фронау и Берлин-Далем. Кроме того, им были построены различные административные и торговые здания, в том числе несколько важных сооружений в его родном городе Хемнице.
Штраумер считается представителем умеренного модернизма и, наряду с Германом Мутезиусом, сторонником стиля английского загородного дома — коттеджа. Одним из его самых известных сооружений является Берлинская радиобашня (Funkturm Berlin).
Генрих Штраумер был членом Немецкого Веркбунда и соучредителем Немецкой комиссии по военным захоронениям. В 1928 году Технический университет Дрездена присвоил ему звание почётного доктора.

## Галерея

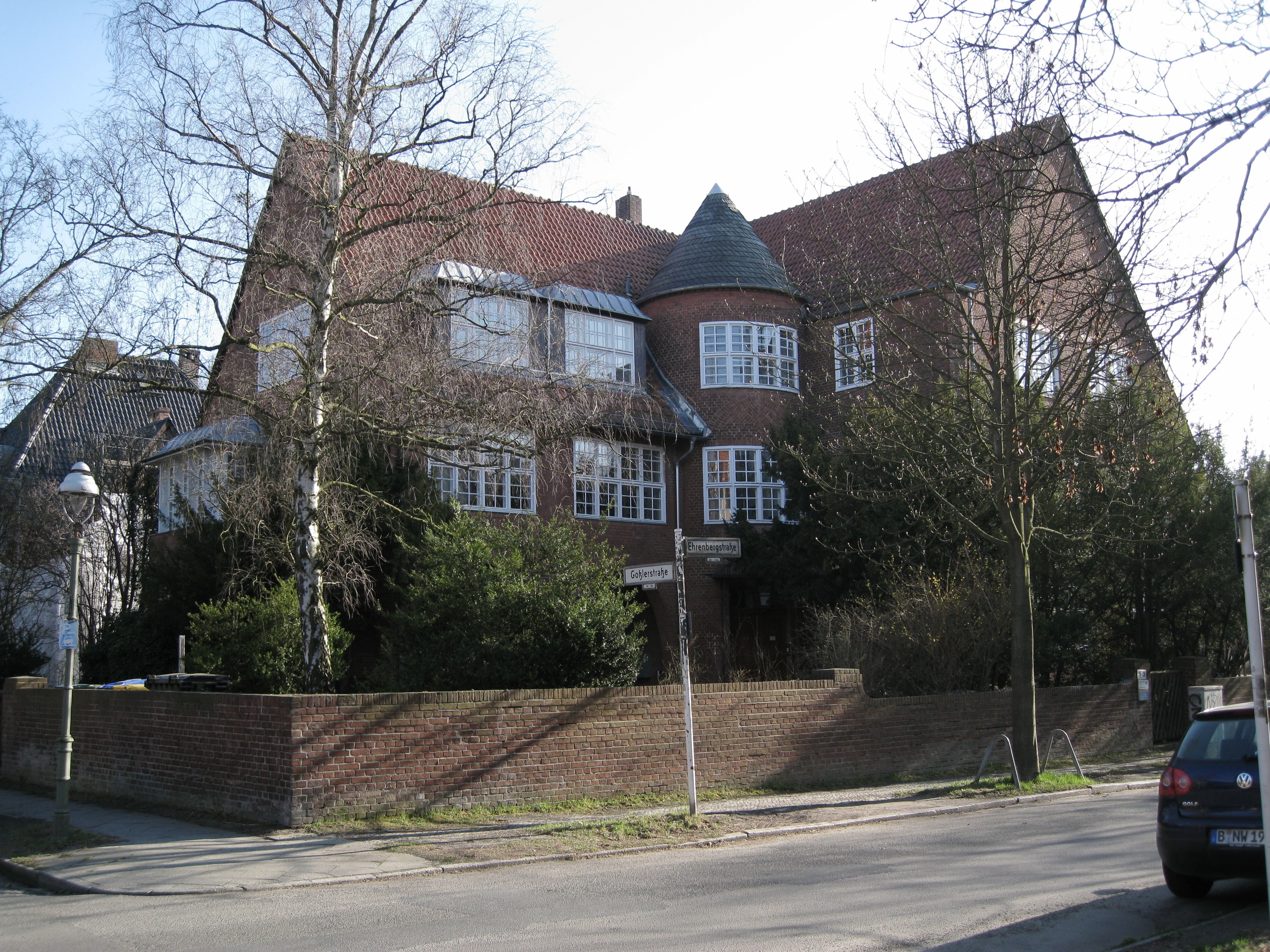
Резиденция директора Вальтера Хорна. 1909–1911. Берлин-Далем
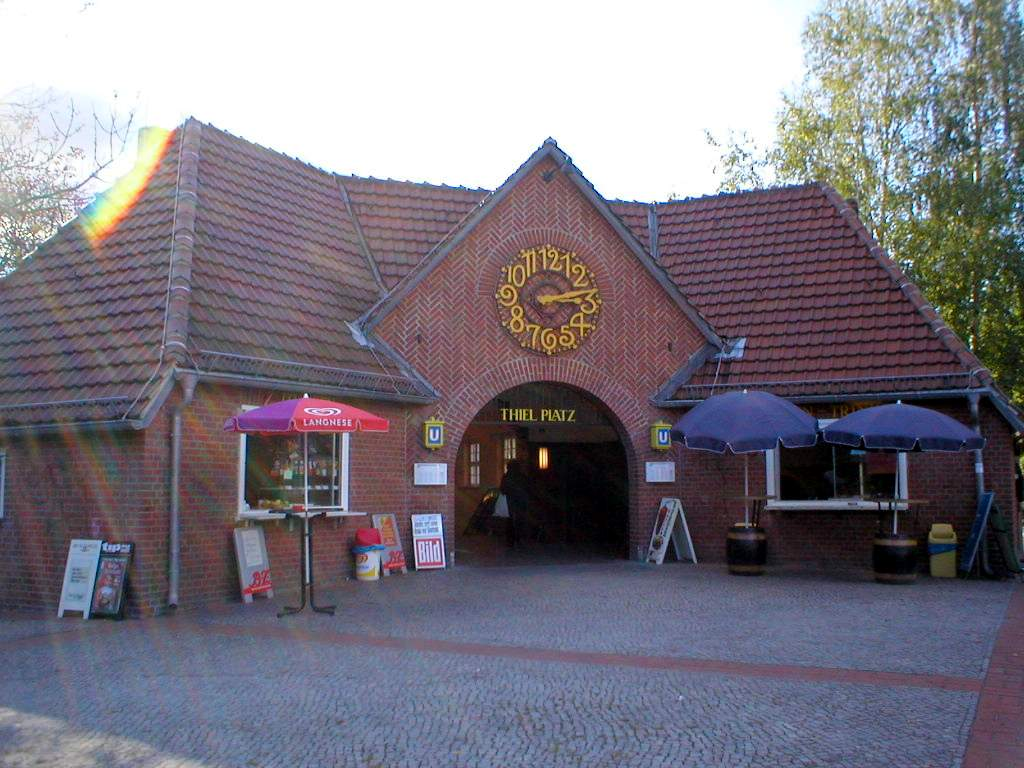
Станция метро Тиль плац. 1912–1913. Берлин
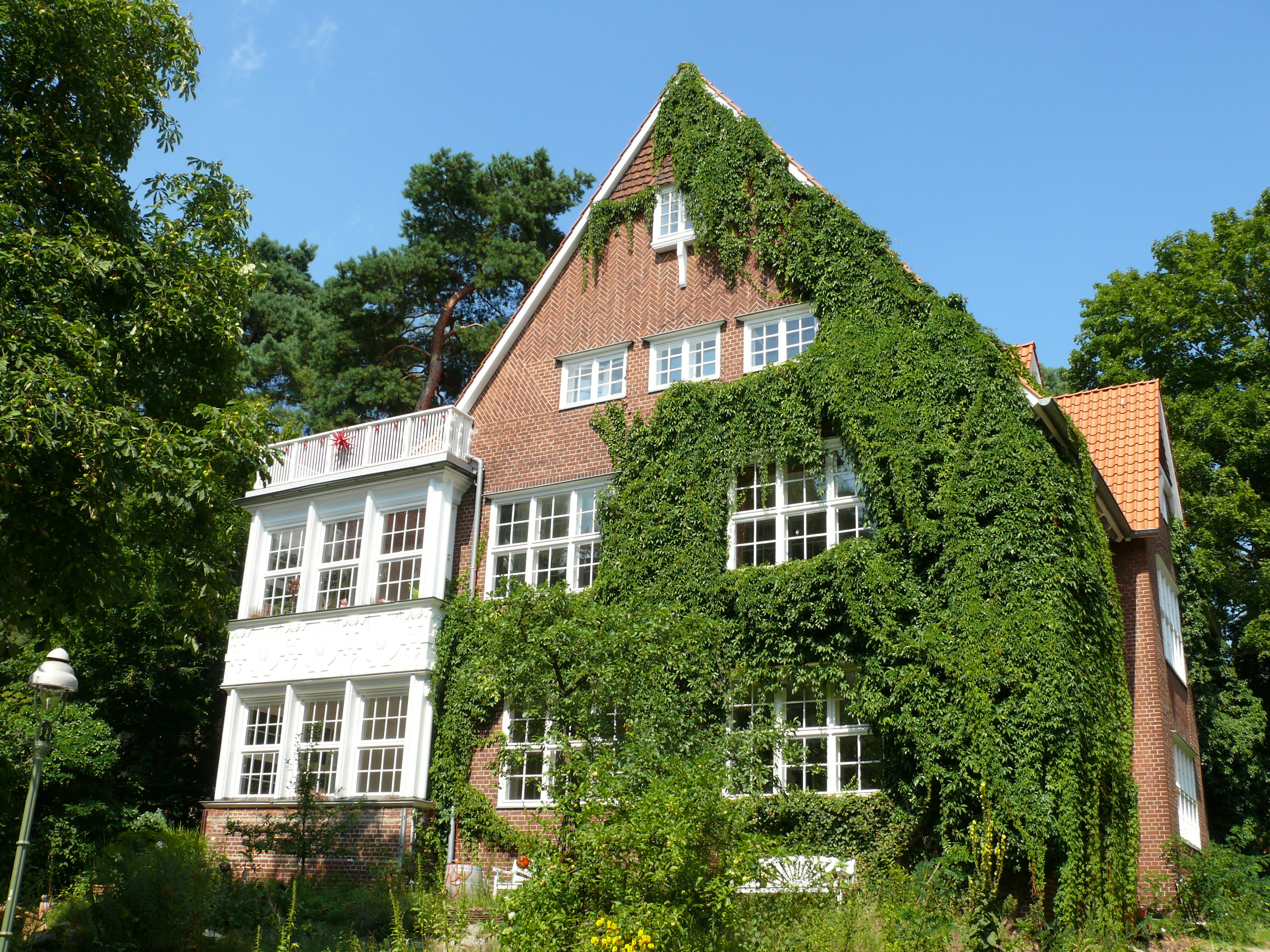
Дом Фогеля. 1913–1914. Берлин
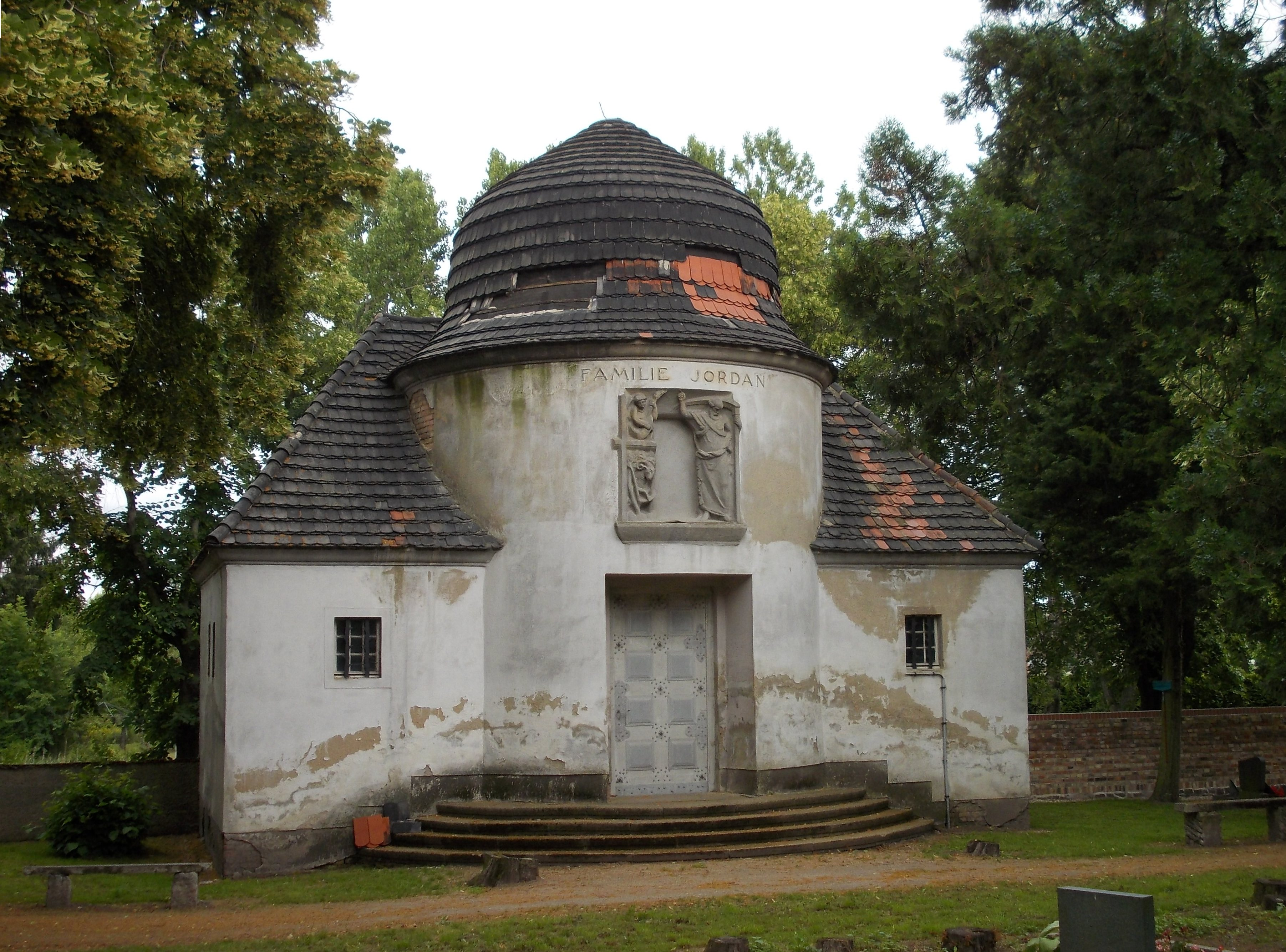
Мавзолей семьи Йорданов на церковном кладбище в Шпорене близ Цёрбига. До 1915
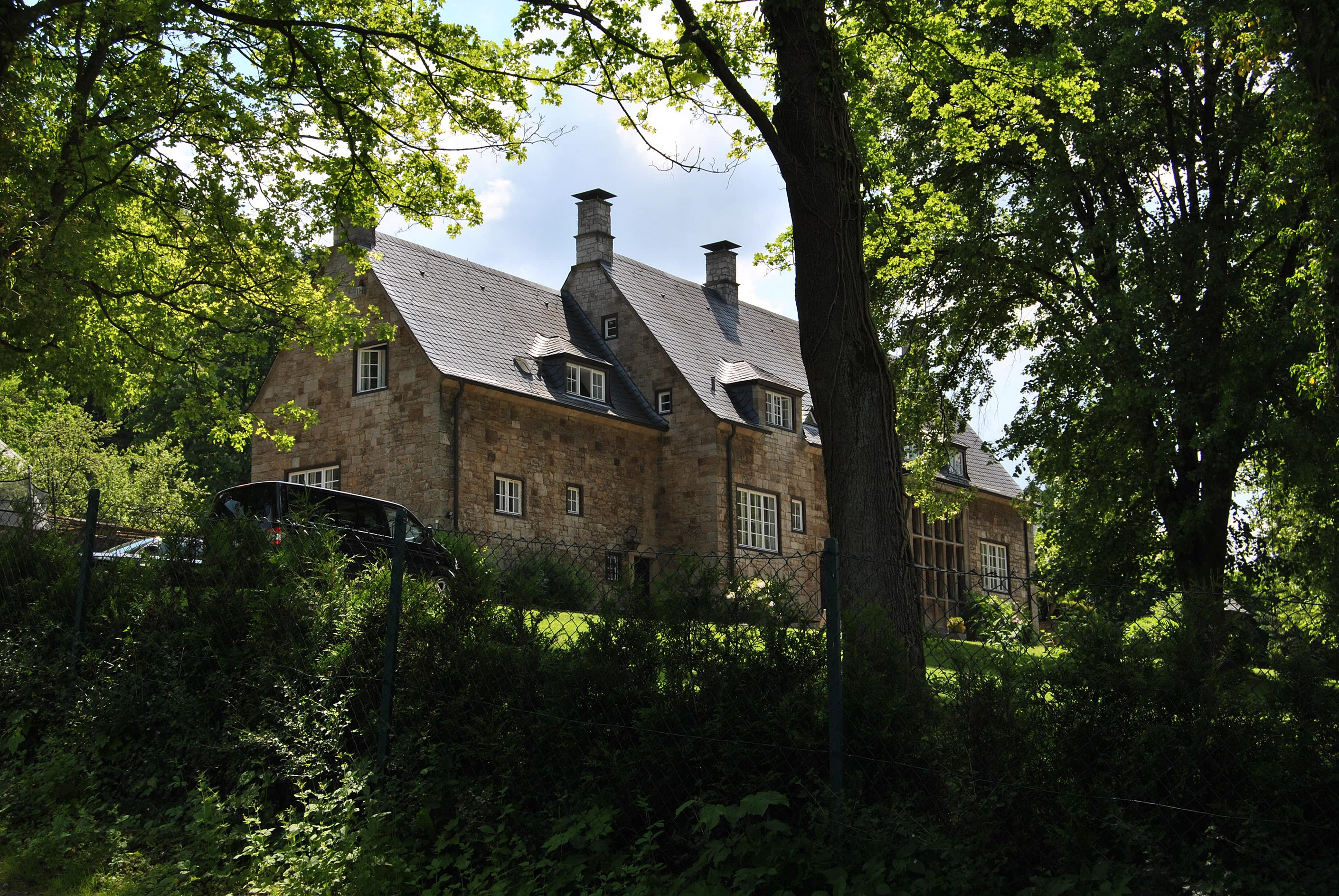
Сельский «Дом Эмили». 1921–1922. Марсберг
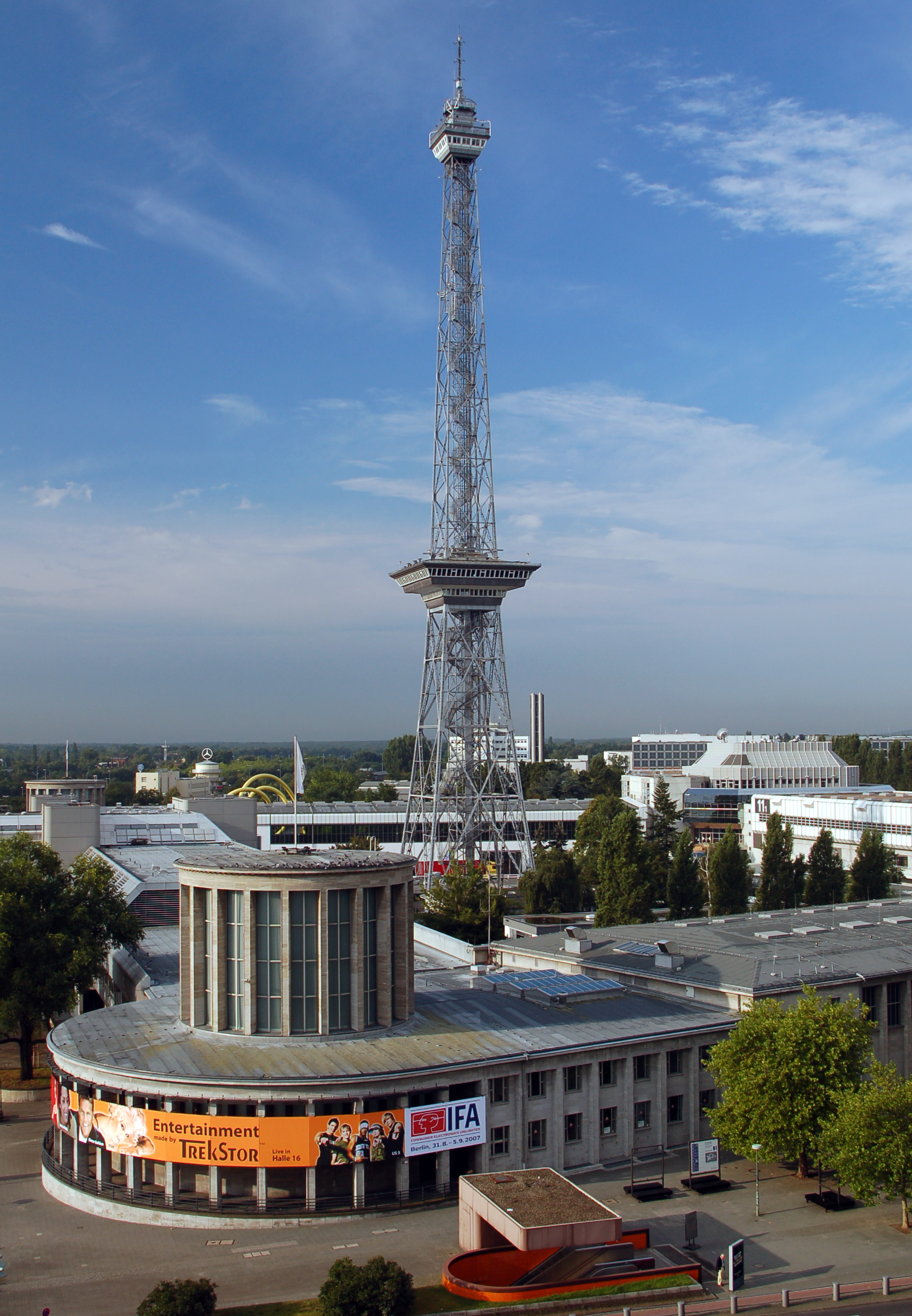
Берлинская радиобашня. 1924–1926
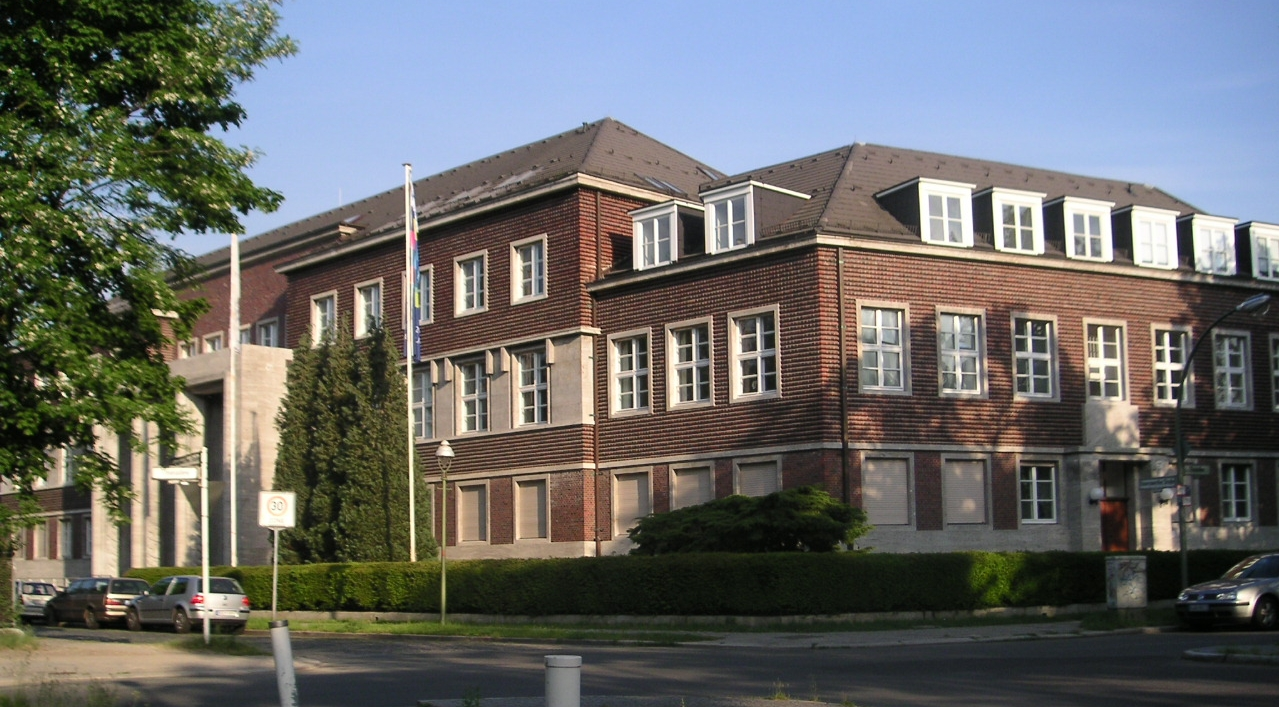
Свободный университет Берлина (ныне Здание Ассоциации государственных учреждений пожарного страхования). 1926–1927
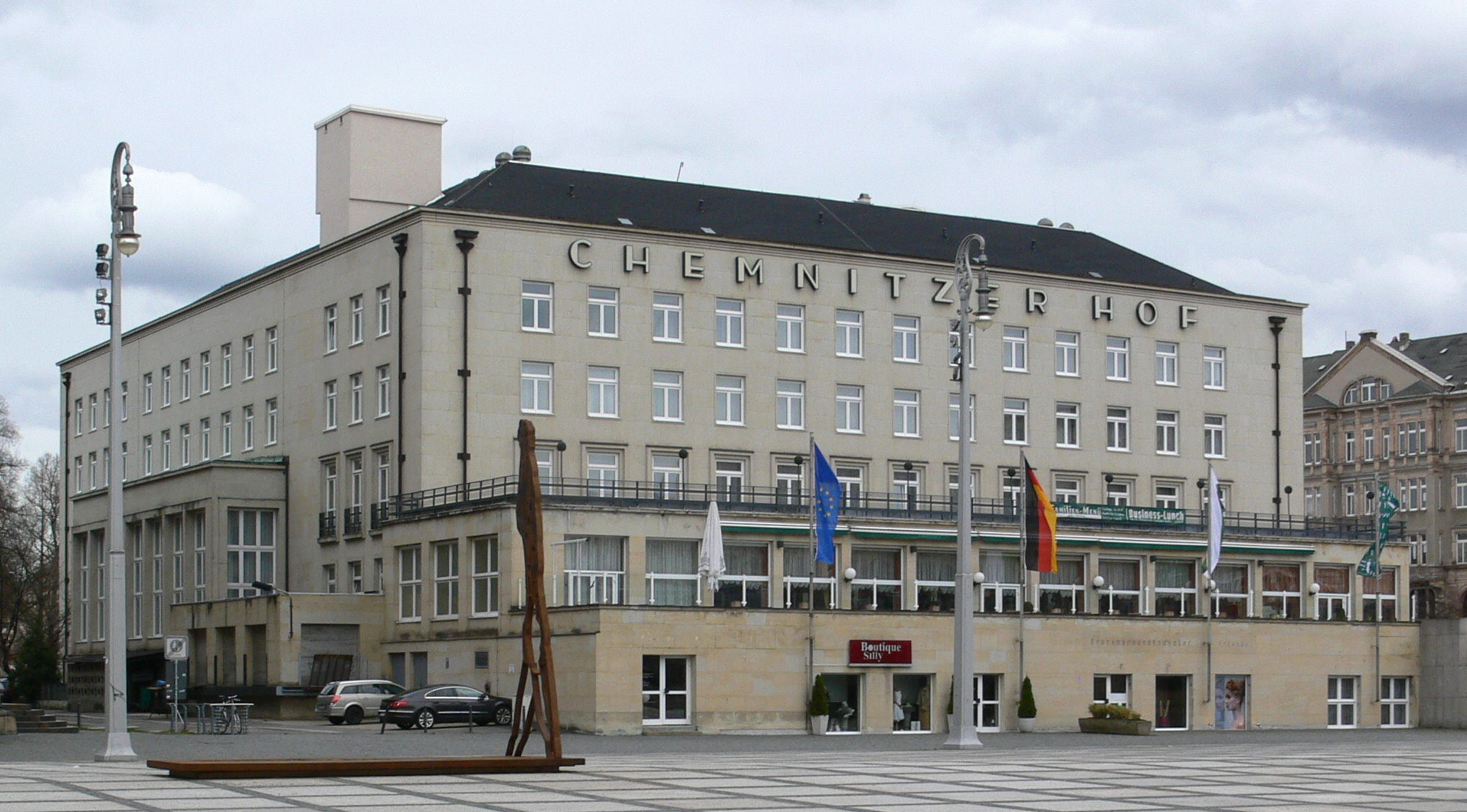
Отель «Chemnitzer Hof». 1929–1930. Хемниц